# Jacksonville Zoo and Gardens
Koordinaten: 30° 24′ 15″ N, 81° 38′ 35″ W

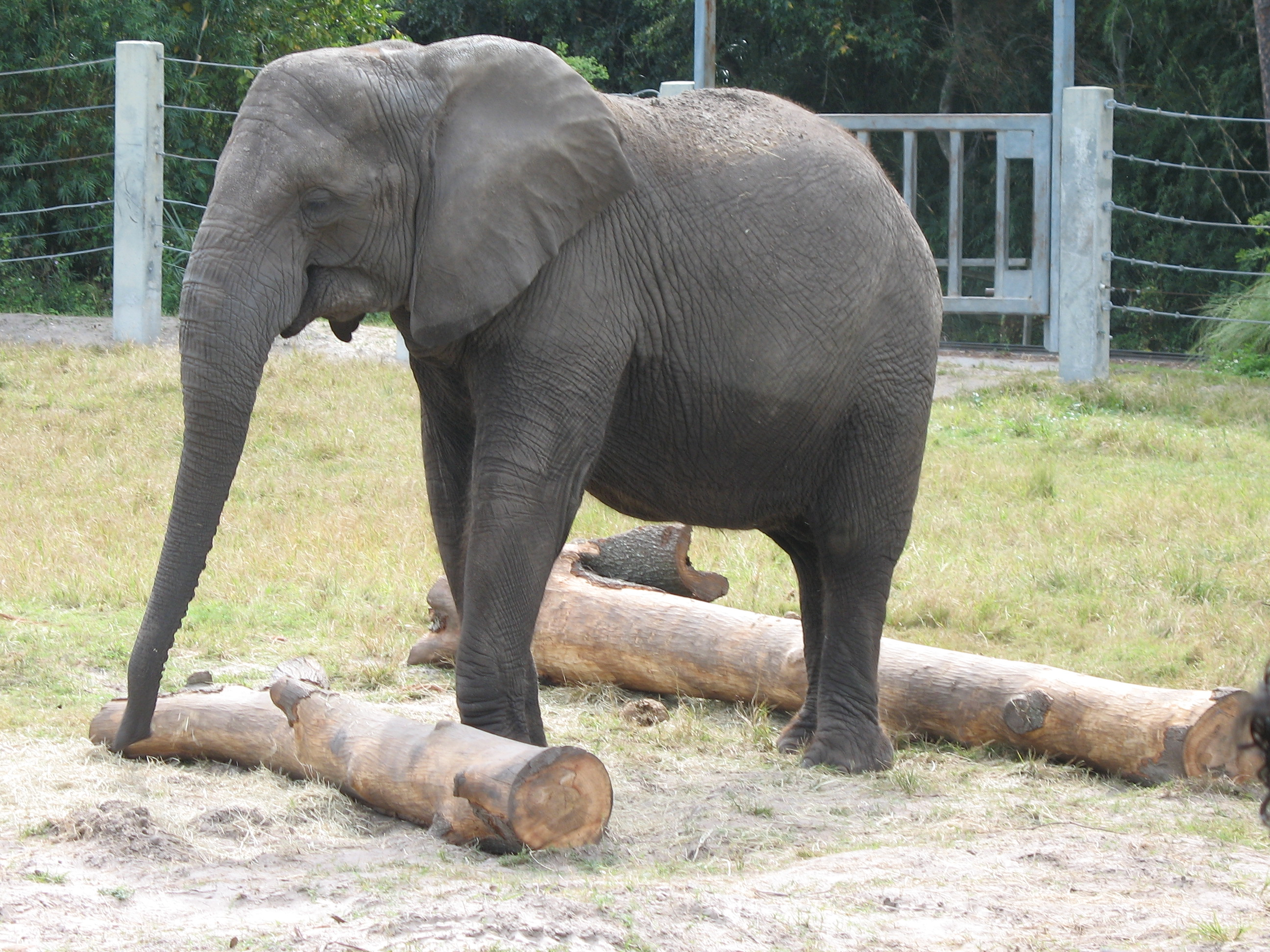
Afrikanischer Elefant

Der Jacksonville Zoo and Gardens ist eine Kombination aus einem Botanischen Garten und einem Zoo. Das ca. 49 Hektar große Gelände befindet sich in Jacksonville im Norden Floridas in den USA. Die südliche Grenze des Geländes bildet der Trout River, kurz vor dessen Mündung in den St. Johns River. Der Zoo ist Mitglied bei der Association of Zoos and Aquariums (AZA).

## Geschichte
Die Geschichte des Zoo geht auf das Jahr 1914 zurück, als erste Tiere im damaligen Henry J. Klutho Park, dem späteren Springfield Park gehalten wurden. Da das Interesse der Bevölkerung an Tieren groß war, wurde bereits 1915 eine Primatenausstellung eröffnet. Weitere Tiere folgten 1916 und das Interesse der Einwohner wuchs. Die Lage im gutbürgerlichen Stadtteil Springfield erwies sich jedoch als problematisch, da sich die Bewohner durch den Geruch, der mit der Tierhaltung verbunden war, belästigt fühlten. Die Offiziellen der Stadt erkannten die Problematik und entschieden, dass der Park und seine Tierbewohner verlegt werden mussten. Während der Stadtrat nach einem alternativen Standort suchte, nahmen die Beschwerden über üble Gerüche weiter zu. 1924 wurde der Zoo schließlich an seinen aktuellen Standort nördlich des Trout Rivers verlegt. Das Gelände umfasste zum damaligen Zeitpunkt ca. 15 Hektar. Im Jahr 1971 wurde die Jacksonville Zoological Society gegründet, die seitdem den Zoo verwaltet.
Ende der 1990er Jahre erfuhr der Zoo ein breites Medieninteresse, da der Popsänger Michael Jackson dem Zoo aus Anlass der Geburt seines ersten Kindes einen Afrikanischen Elefanten (Loxodonta africana) schenkte. Der Elefant sorgte 2018 erneut für Schlagzeilen, als er aus seiner Unterkunft ausbrach und sich frei im Zoo bewegte. Nach 20 Minuten konnte er jedoch wieder in sein Gehege zurückgeführt werden. Besucher sollen nicht in Gefahr gewesen sein.

## Ausstellungsbereiche

### Botanischer Garten
Nach der Erweiterung des Geländes auf ca. 49 Hektar, wurde es parkartig angelegt und beherbergt inzwischen mehr als 1500 Arten an Bäumen und anderen Pflanzen aus allen Kontinenten, darunter mehrere als Live Oaks bezeichnete, sehr alte, ausschließlich in Florida vorkommende immergrüne Eichenarten (Quercus). Um die botanische Vielfalt zu würdigen, wurde der Tierpark im Dezember 2003 offiziell von Jacksonville Zoo in Jacksonville Zoo and Gardens umbenannt. Die botanischen Hauptattraktionen werden als Savanna Blooms, entsprechend einer südafrikanischen Oase mit steppenartigem Grasland und geschmackvoll strukturierten Akazien; Gardens of Trout River Plaza, eine mit Blumenrabatten und schattenspendenden Bäumen gestaltete Ruhezone für die Besucher am Ufer des Trout Rivers sowie Aisan Bamboo Garden, der die Flora Asiens mit üppigem Bambusbewuchs enthält, bezeichnet. Wegen des ausgedehnten Gesamtgeländes, können Besucher mittels einer Parkeisenbahn von Anlage zu Anlage transportiert werden.

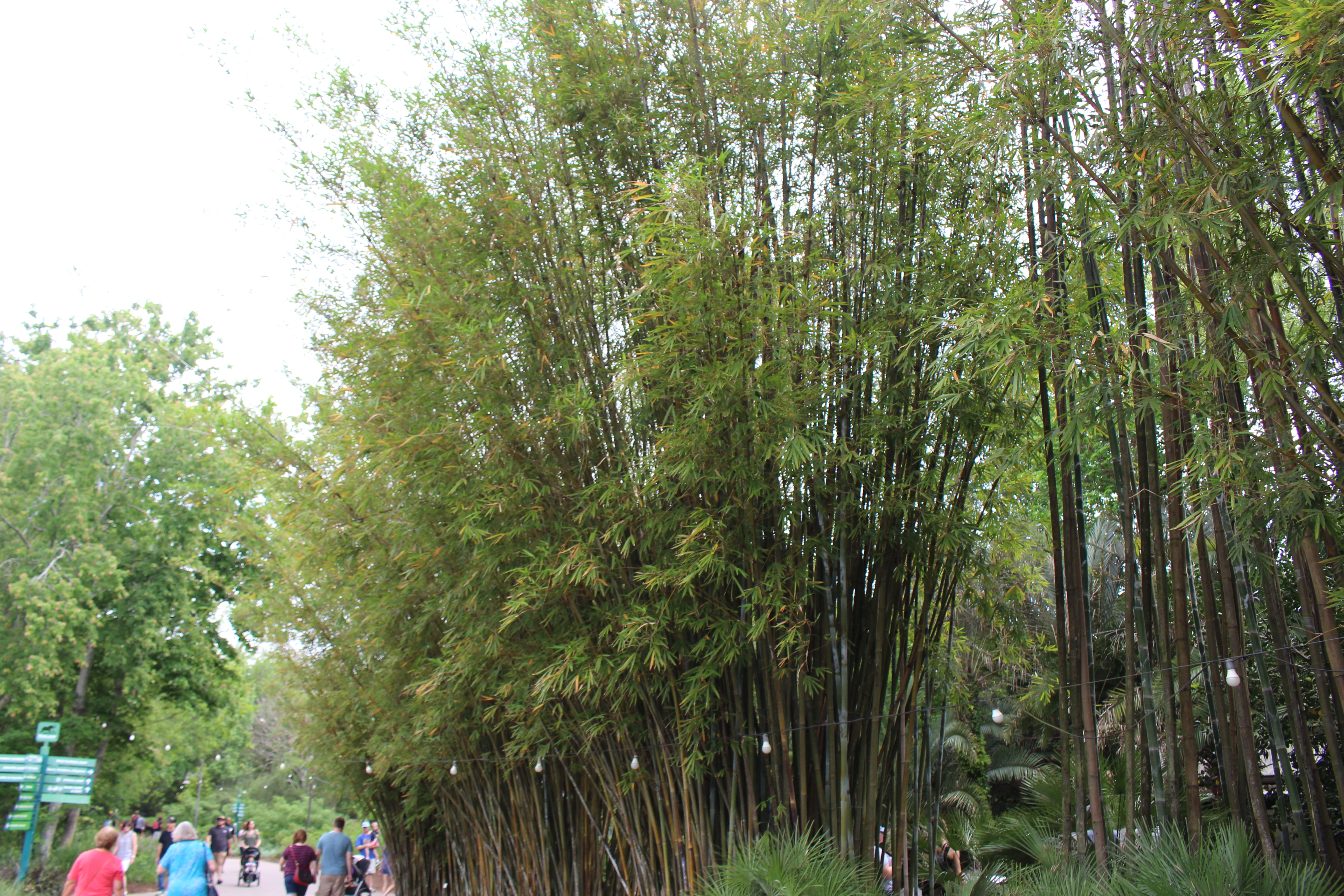
Bamboo Garden
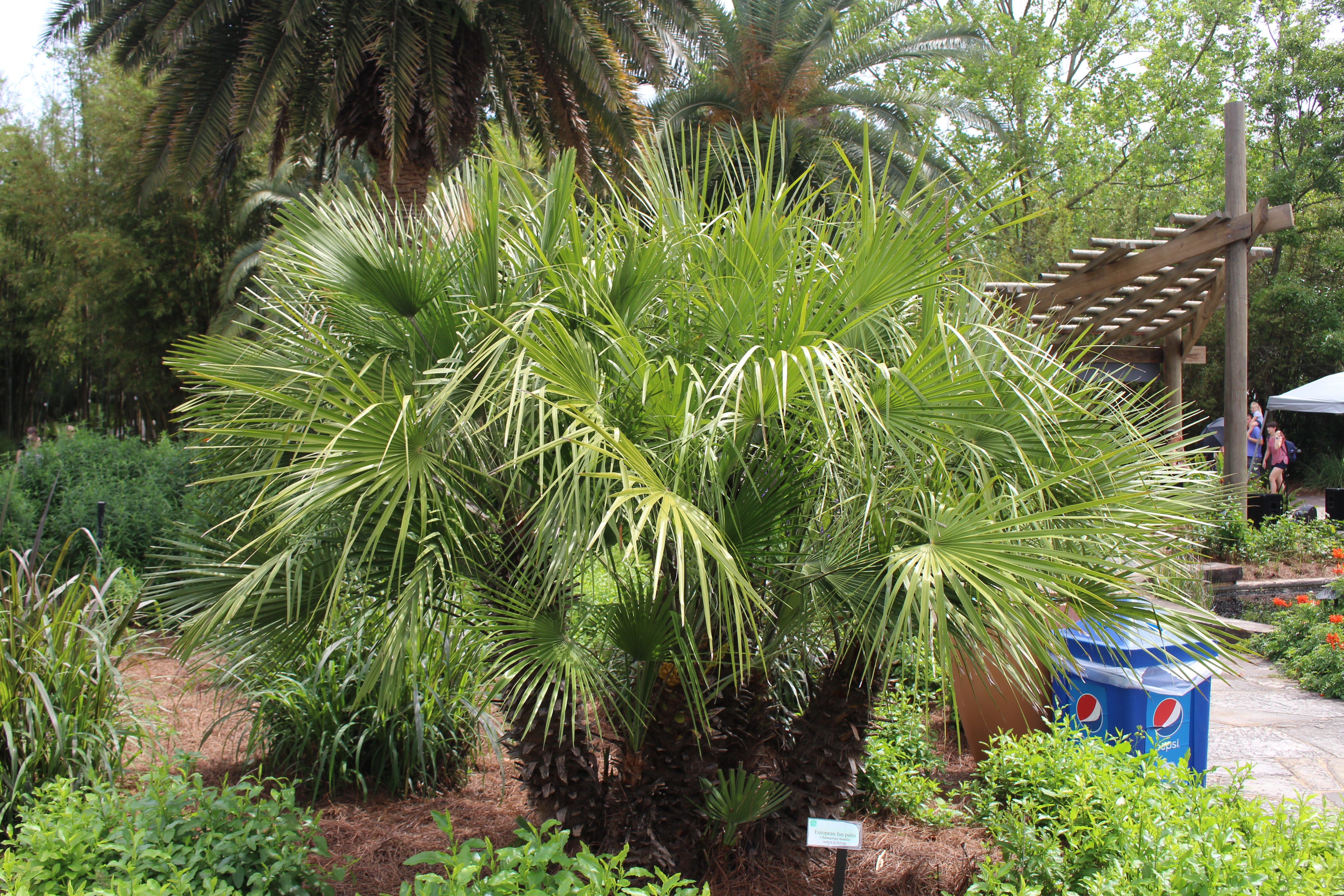
Zwergpalme (Chamaerops humilis)
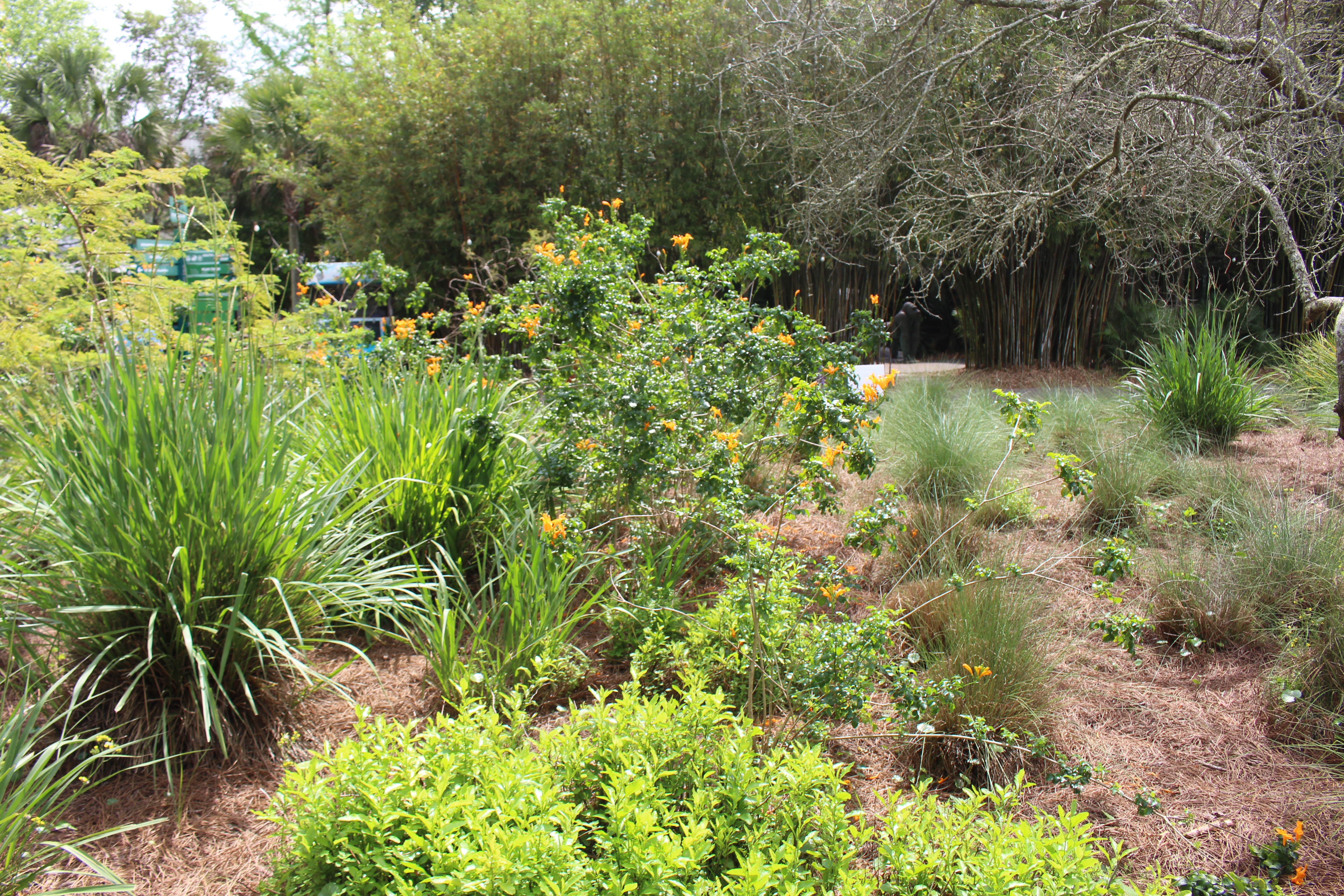
Gemischte Flora
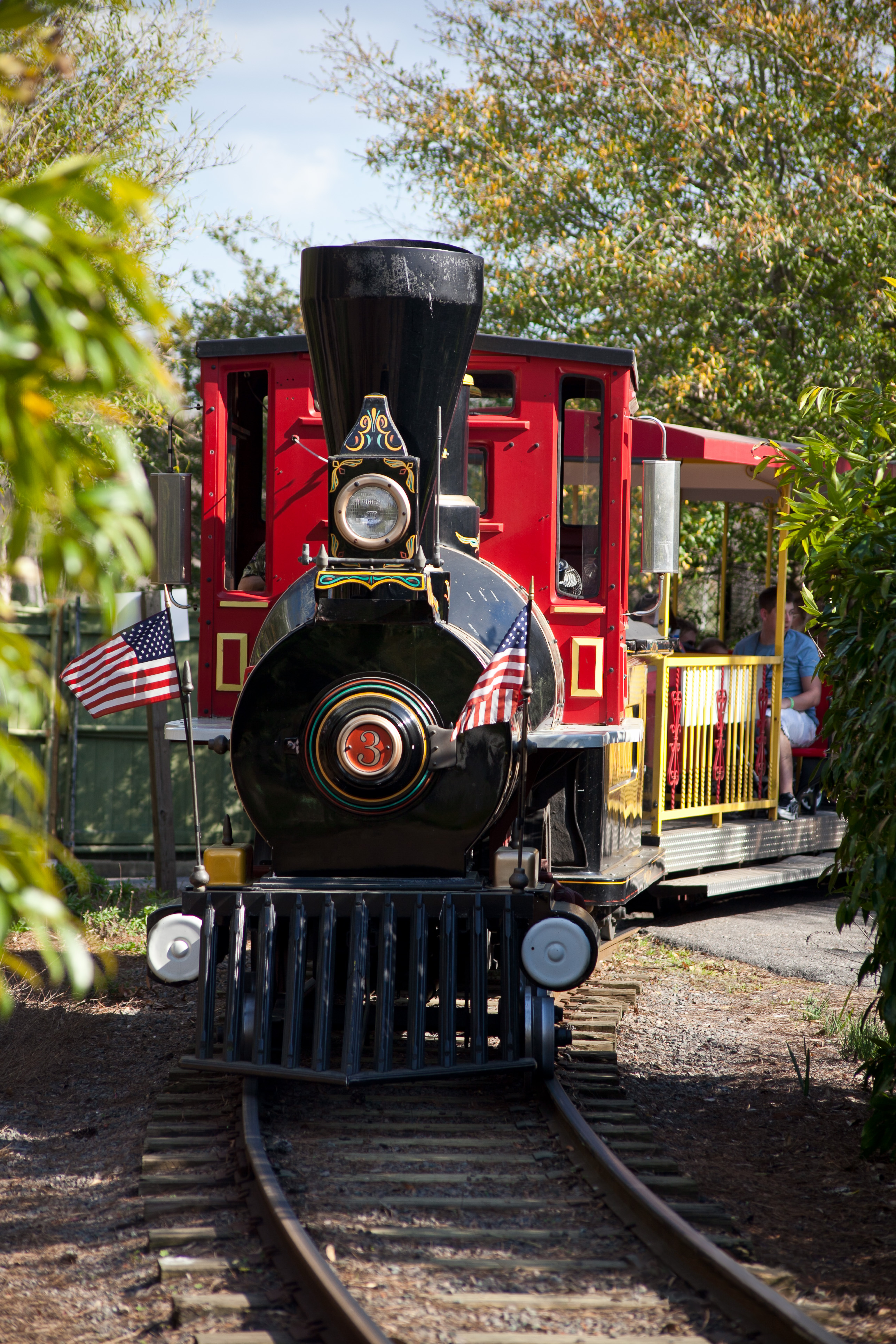
Parkeisenbahn

### Tierbereiche
Die Tiere sind nach ihren geografischen Vorkommensgebieten gruppiert, wobei Arten, die verträglich in freier Wildbahn zusammenleben, auch im Zoo gemeinsam untergebracht sind. Insgesamt werden im Zoo rund 2000 Tiere gezeigt. Dabei handelt es sich um Säugetiere, Vögel, Reptilien, Amphibien, Fische, Insekten und Spinnentiere. Aufgrund von Neuanschaffungen, Zuchterfolgen, Austauschprogrammen mit anderen Zoos und Todesfällen verändert sich der Bestand jahrweise. In dem African Exhibits genannten Anlagenbereich werden überwiegend Steppenbewohner, beispielsweise Antilopen- und Gazellenarten, Zebras und Giraffen auf großen Freianlagen gehalten. Es wird auch das waldbewohnende Okapi (Okapia johnstoni) gezeigt.

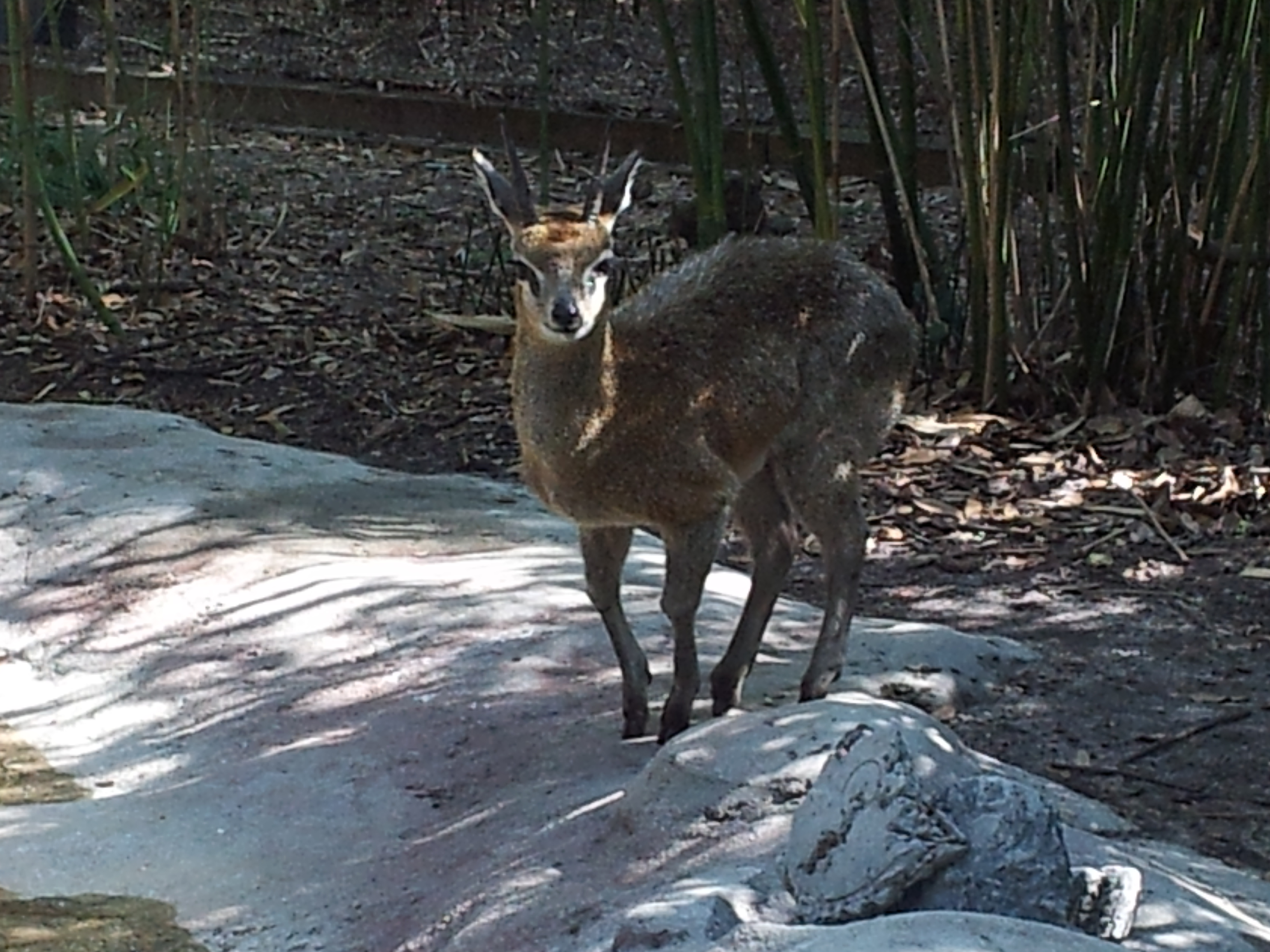
Kap-Klippspringer (Oreotragus oreotragus)
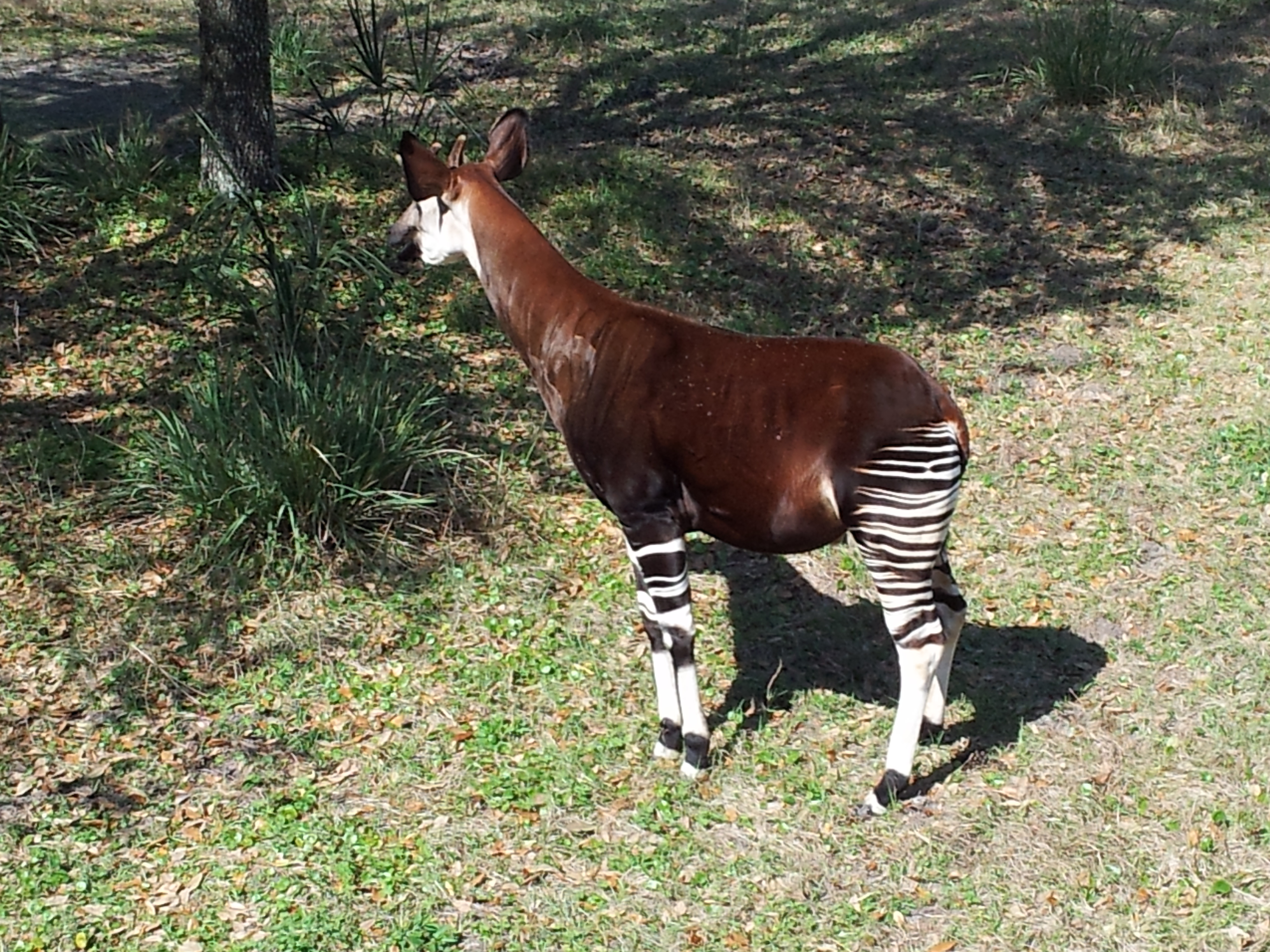
Okapi
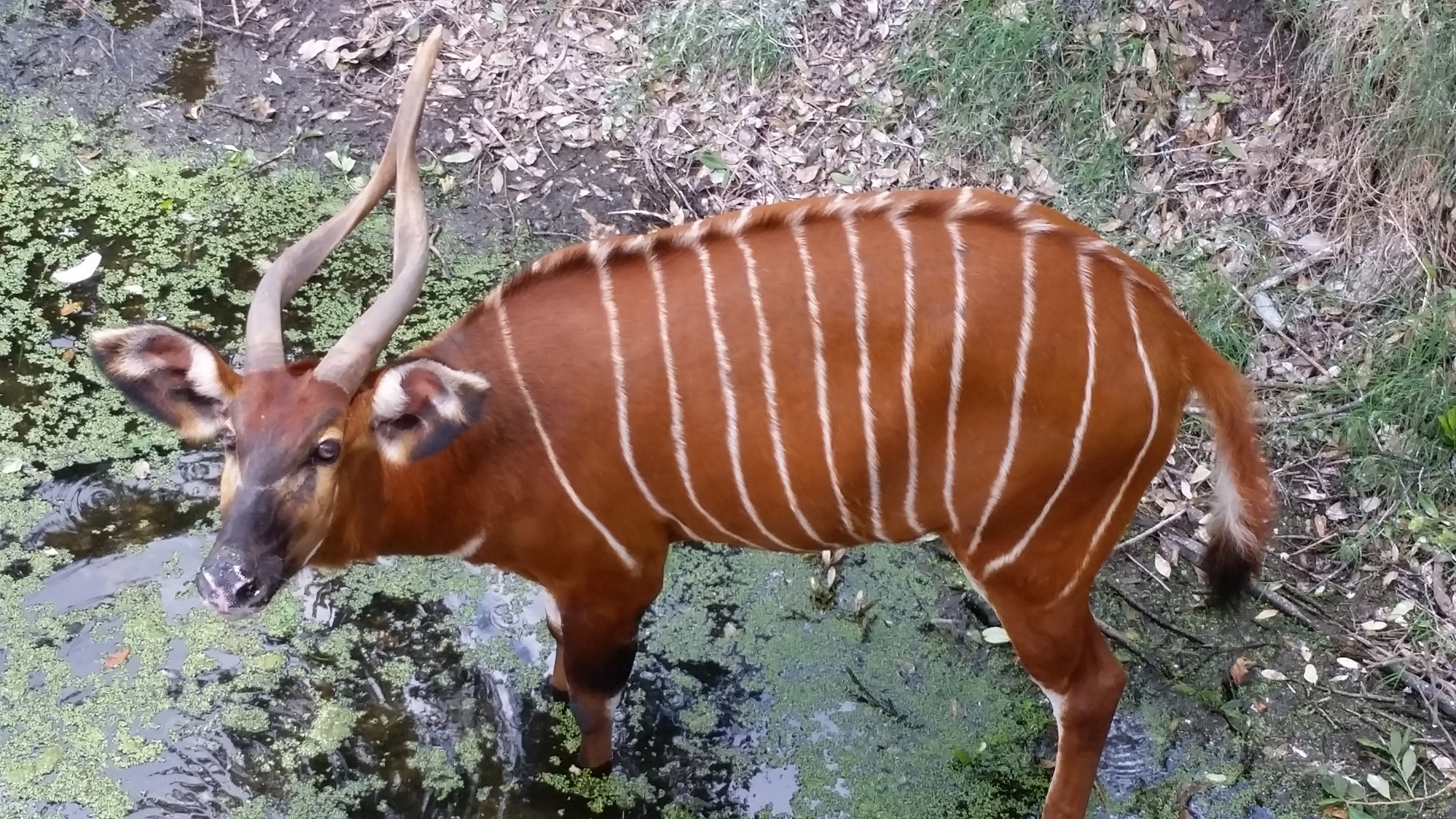
Östlicher Bongo (Tragelaphus eurycerus isaaci)
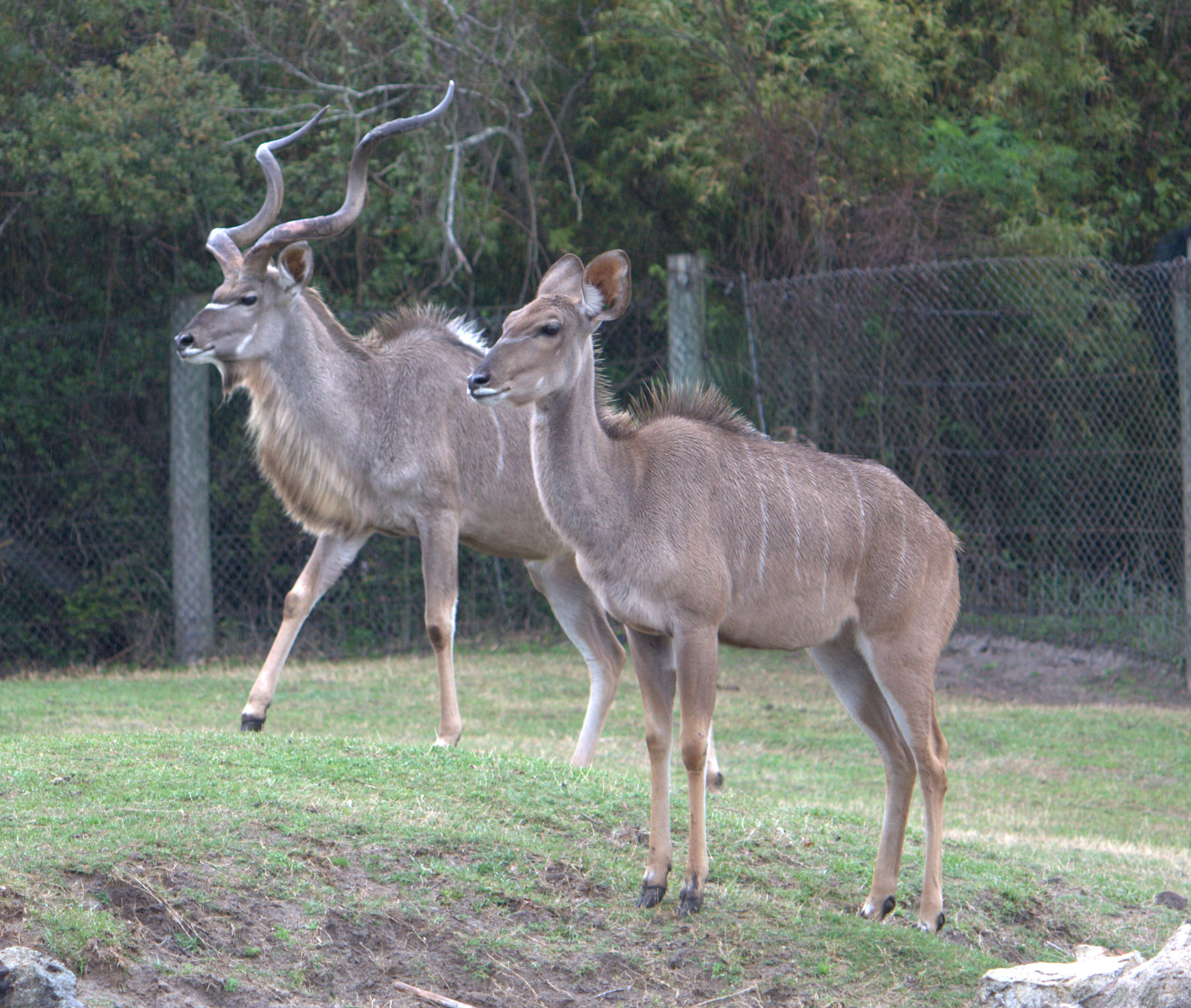
Pärchen Kap-Großkudus (Strepsiceros strepsiceros)

Der Bereich Wild Florida wurde an der Stelle eines Feuchtgebietes eingerichtet und zeigt überwiegend die im Bundesstaat Florida beheimateten Tiere, von denen einige kritisch gefährdet sind. Ein Reptilienhaus zeigt die Vielfalt der in der Region beheimateten Reptilien und Amphibien. In diesem Bereich befindet sich auch das Intensivzentrum für Manatees. Hier können Seekühe, die aus den Wasserstraßen Nordostfloridas und anderen amerikanischen Gebieten stammen und die unter Verletzungen oder Krankheiten leiden, zur Behandlung und Genesung untergebracht werden sowie –wenn möglich– zur Wiederauswilderung gebracht werden. Die Bereiche Range of the Jaguar, Place of the Lion und Land of the Tiger enthalten amerikanische, afrikanische und asiatische Großkatzen (Pantherinae) und Kleinkatzen (Felinae).

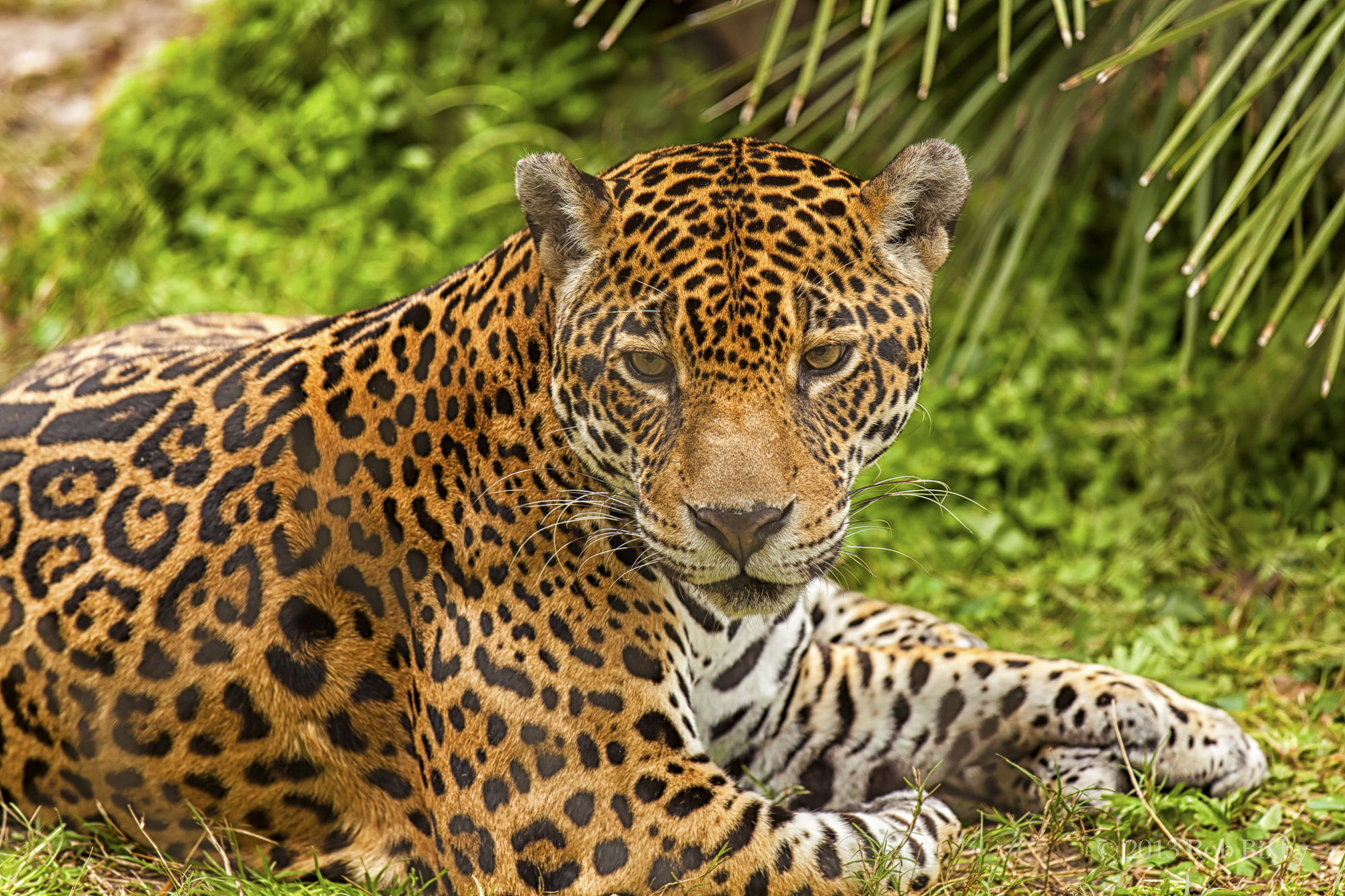
Jaguar (Panthera onca)
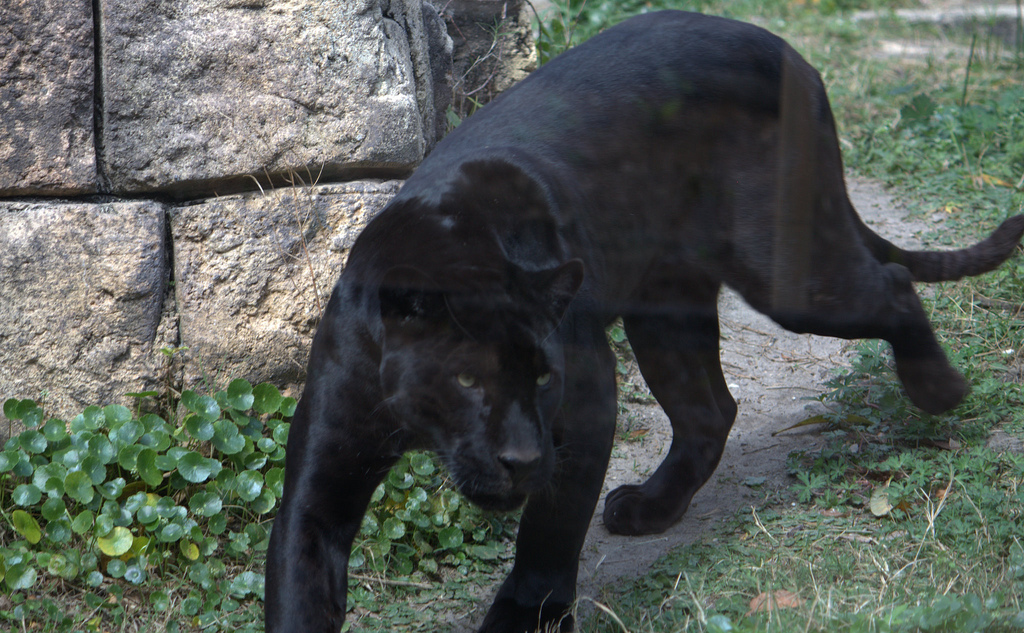
Schwarzer Jaguar
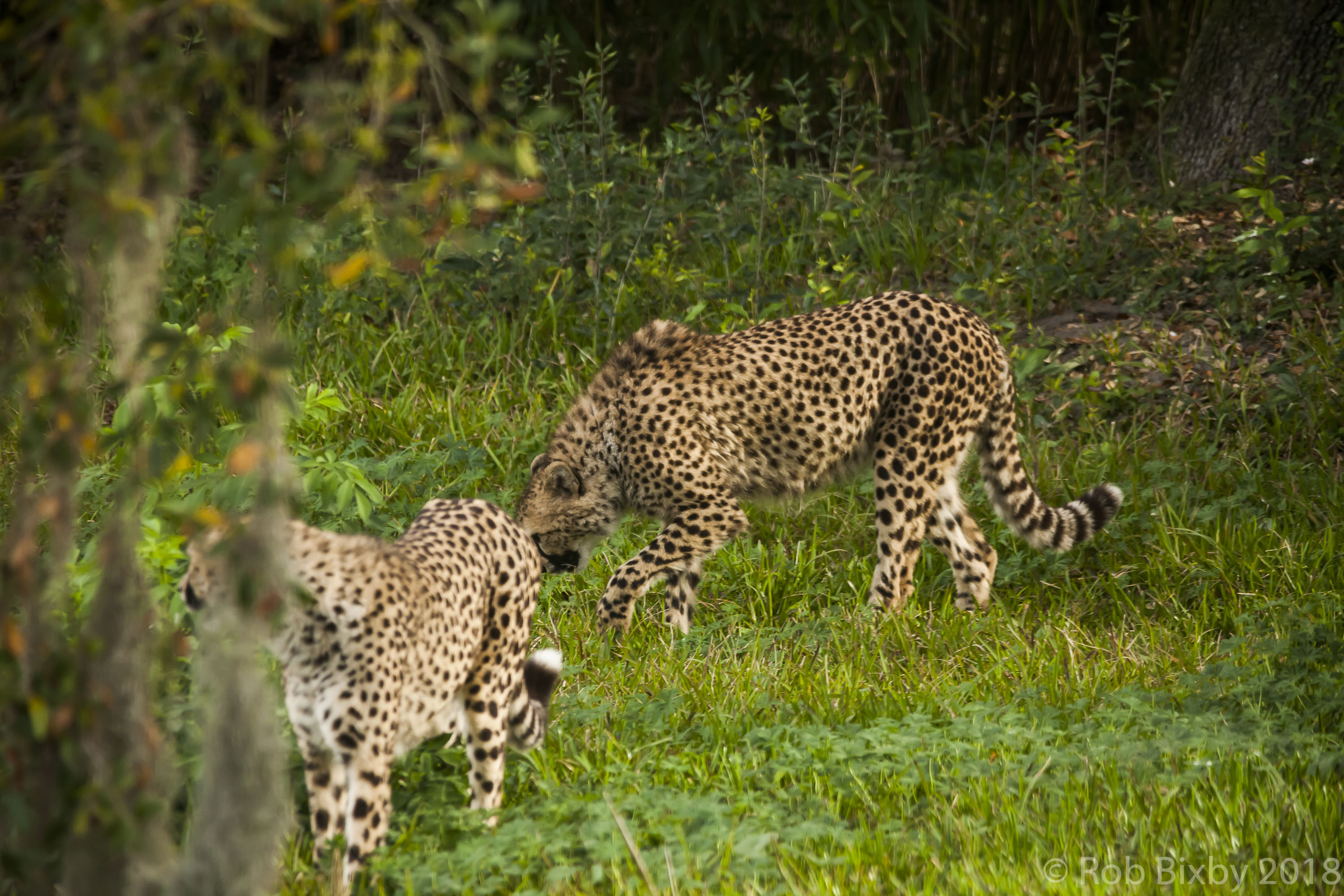
Geparden (Acinonyx jubatus)
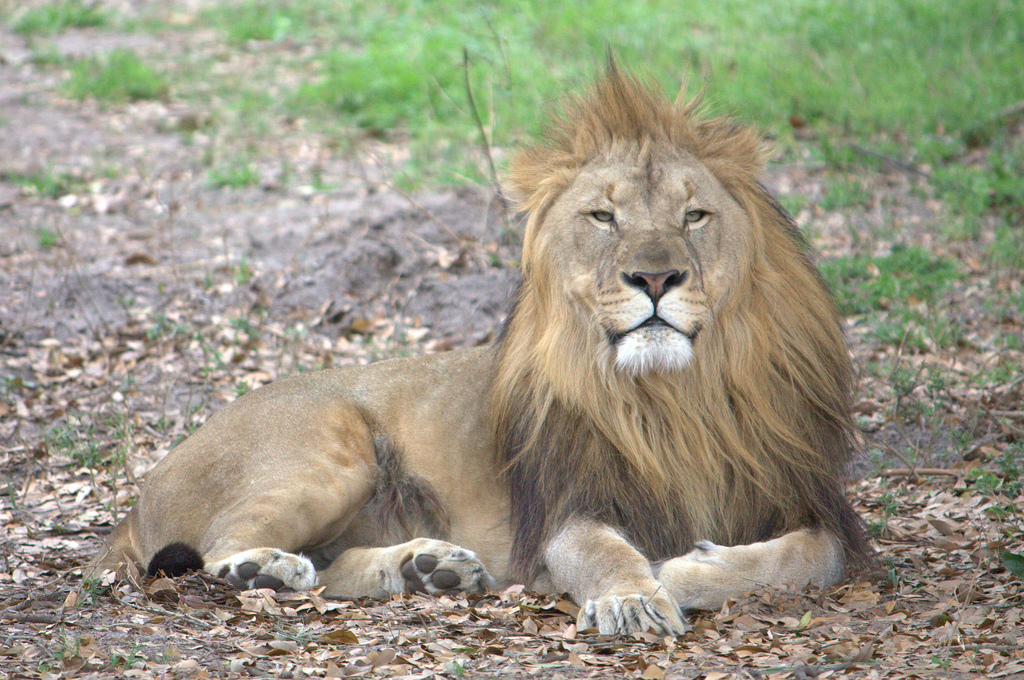
Löwe (Panthera leo)
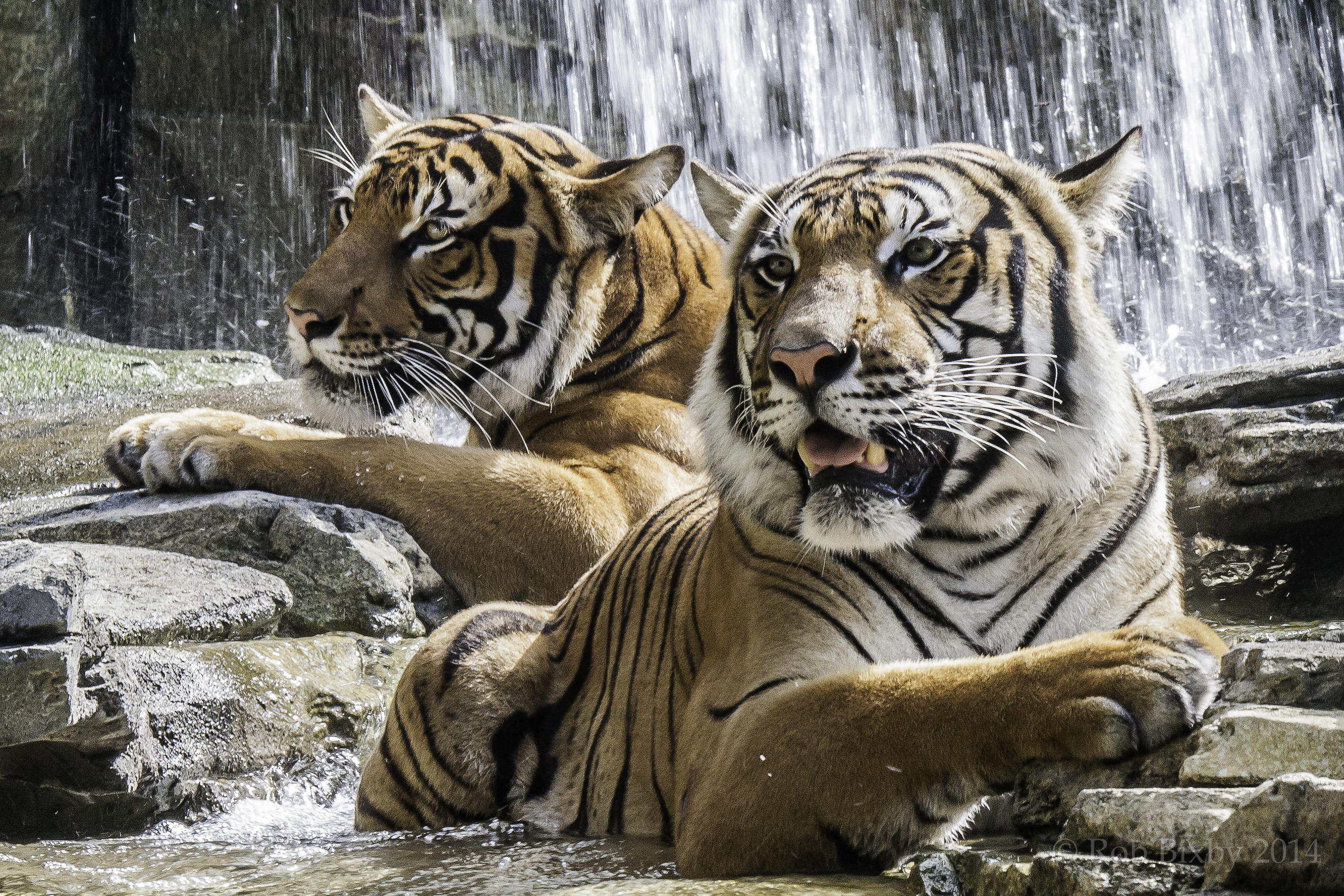
Tiger (Panthera tigris)
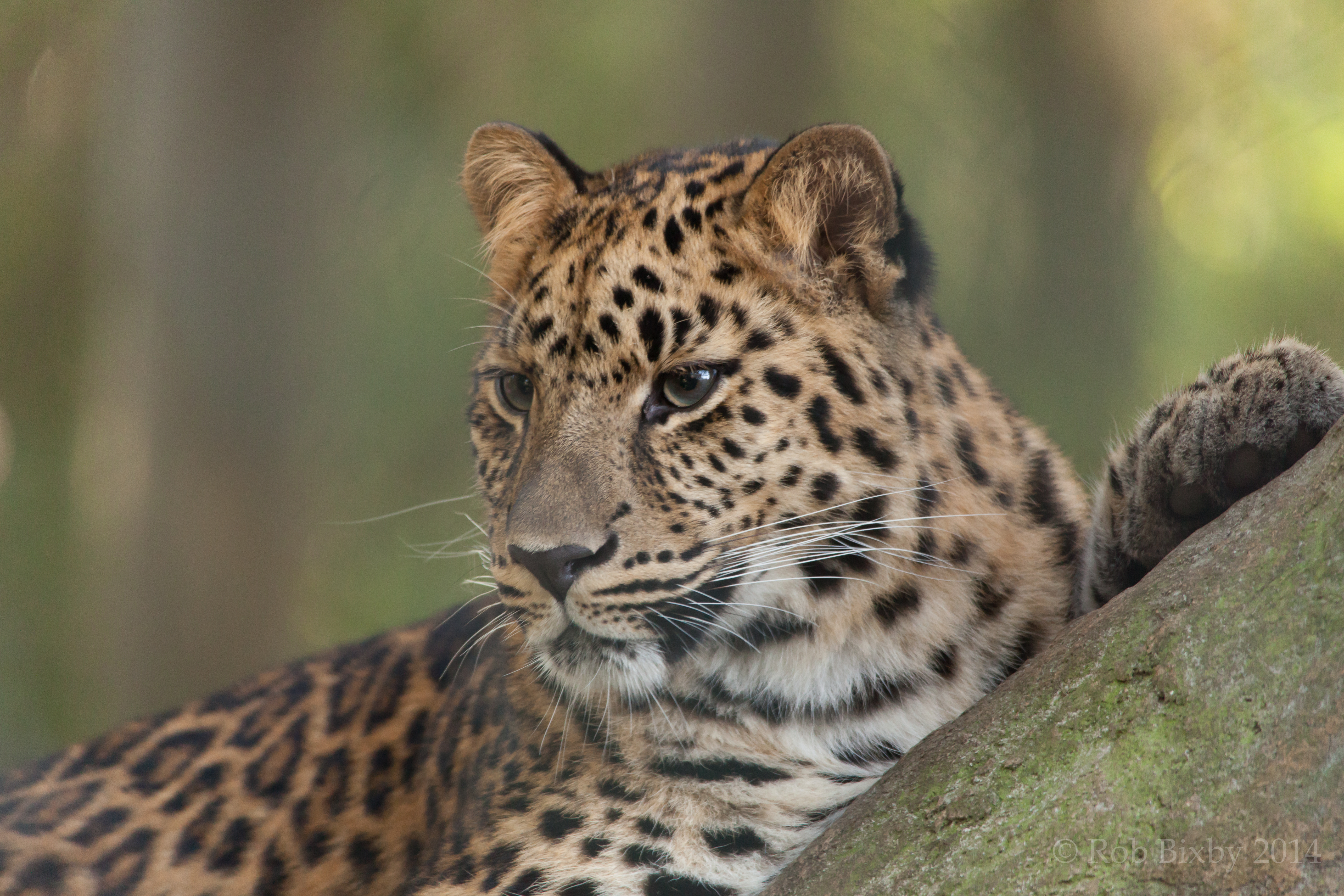
Amurleopard (Panthera pardus orientalis)

In der Sektion African Forest (früher Great Apes of the World genannt) werden
den Zoobesuchern verschiedene Primatenarten gezeigt. Diese Ausstellung wurde 1998 und 1999 in zwei Phasen eröffnet und umfasste in Phase I die Westlichen Flachlandgorillas (Gorilla gorilla gorilla) sowie die Bonobos (Pan paniscus). In Phase II wurden neue Anlagen für Schimpansen (Pan), Mandrill (Mandrillus sphinx) und weitere Primatenarten ergänzt. Der Sektion ist eine Lemuren-Ausstellung (Lemuriformes) angeschlossen.

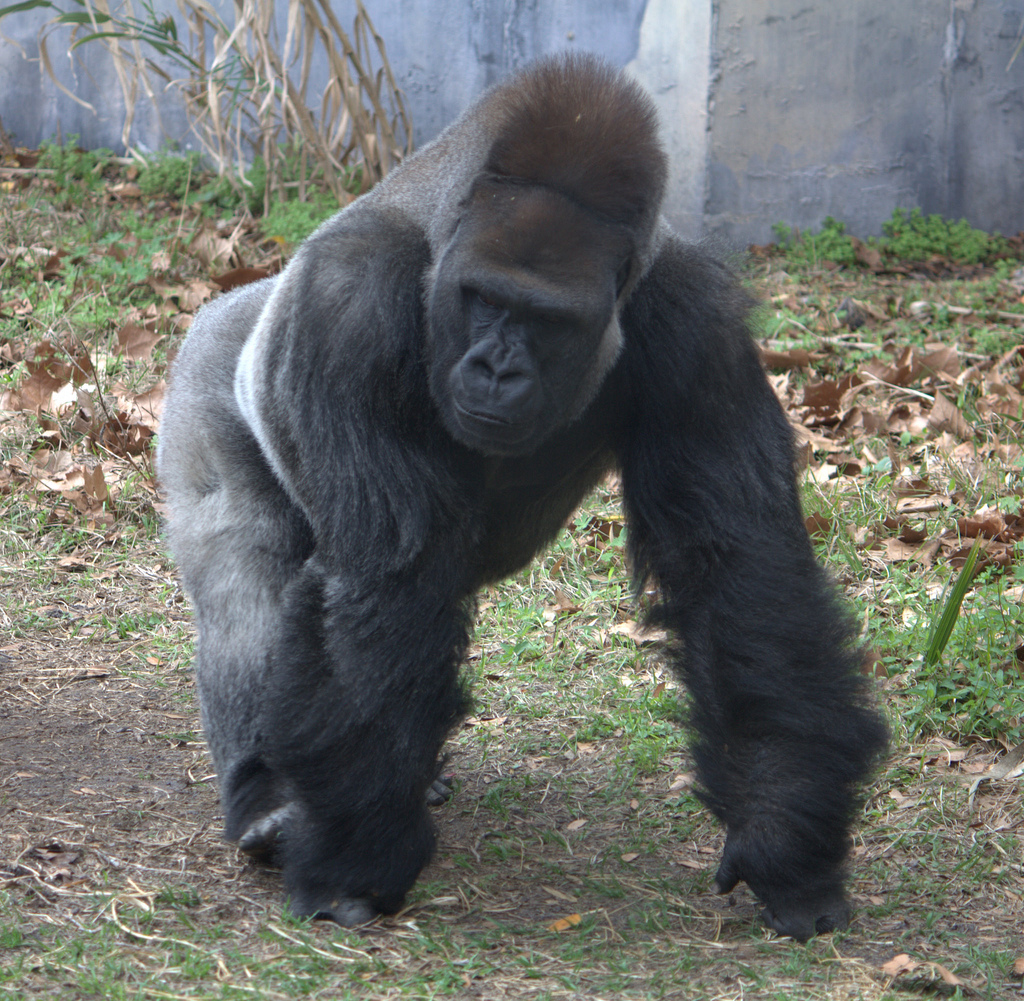
Westlicher Flachlandgorilla
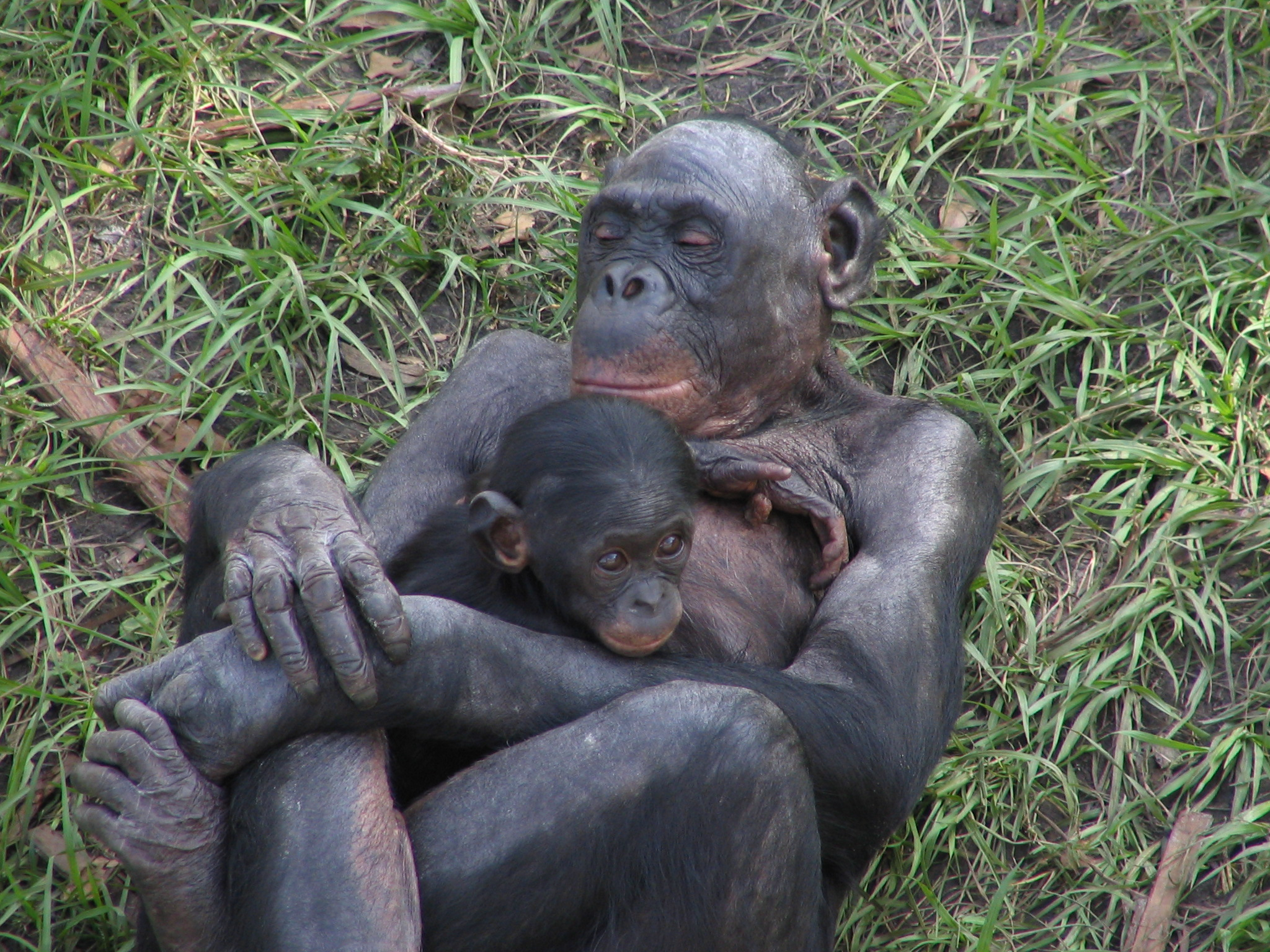
Bonobo mit Jungtier
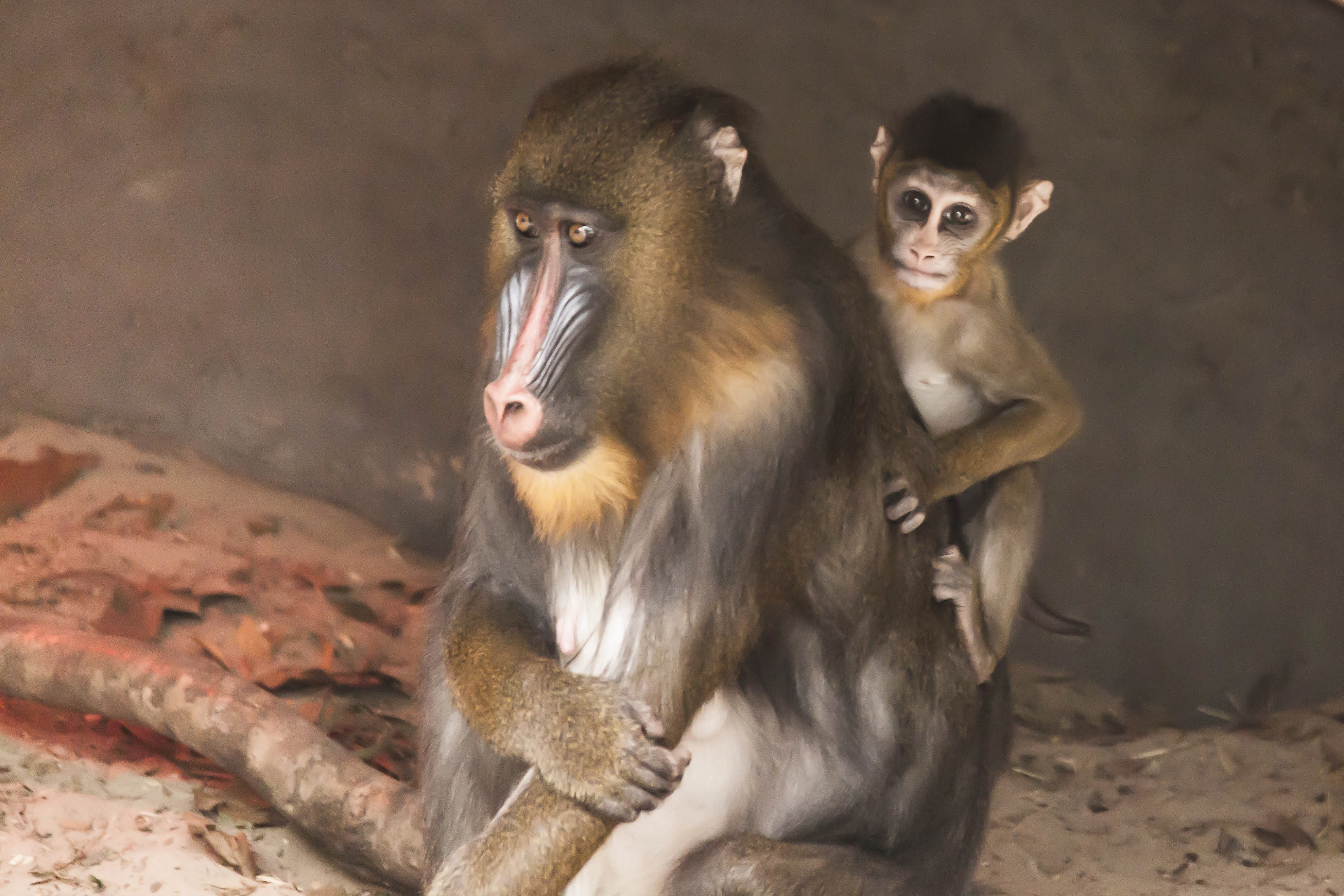
Mandrill mit Jungtier
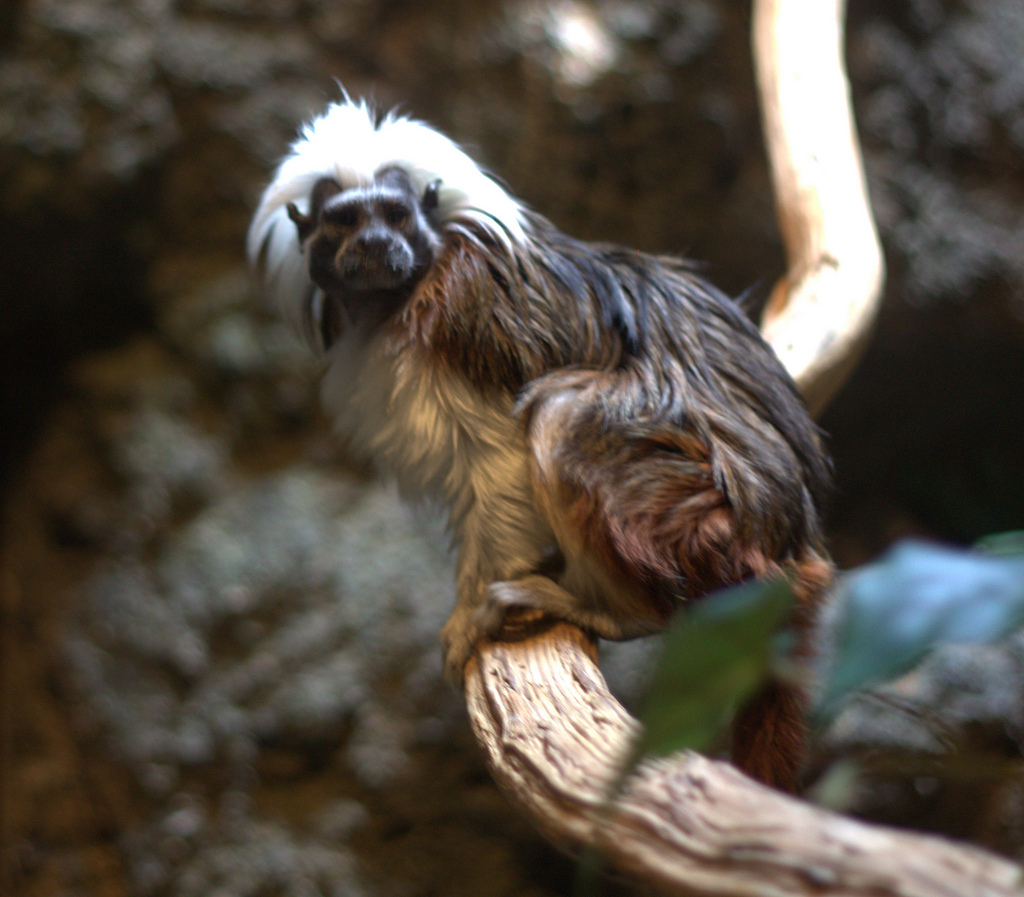
Lisztaffe (Saguinus oedipus)
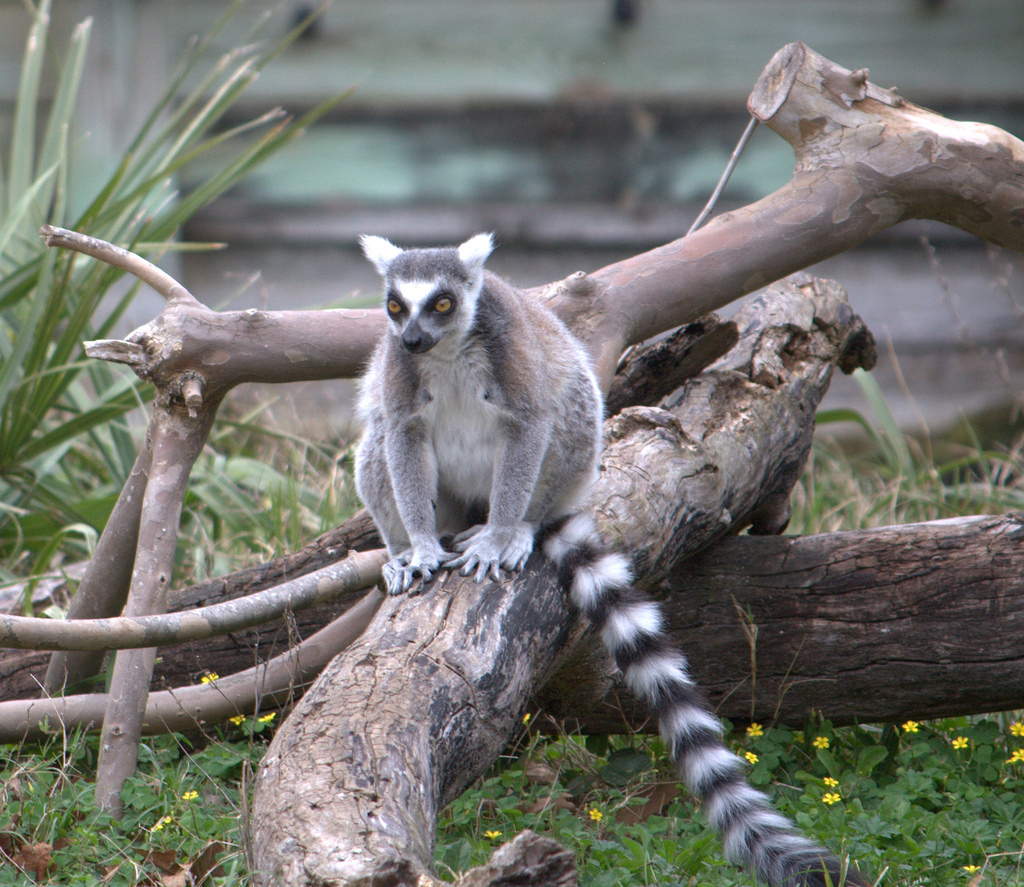
Katta (Lemur catta)
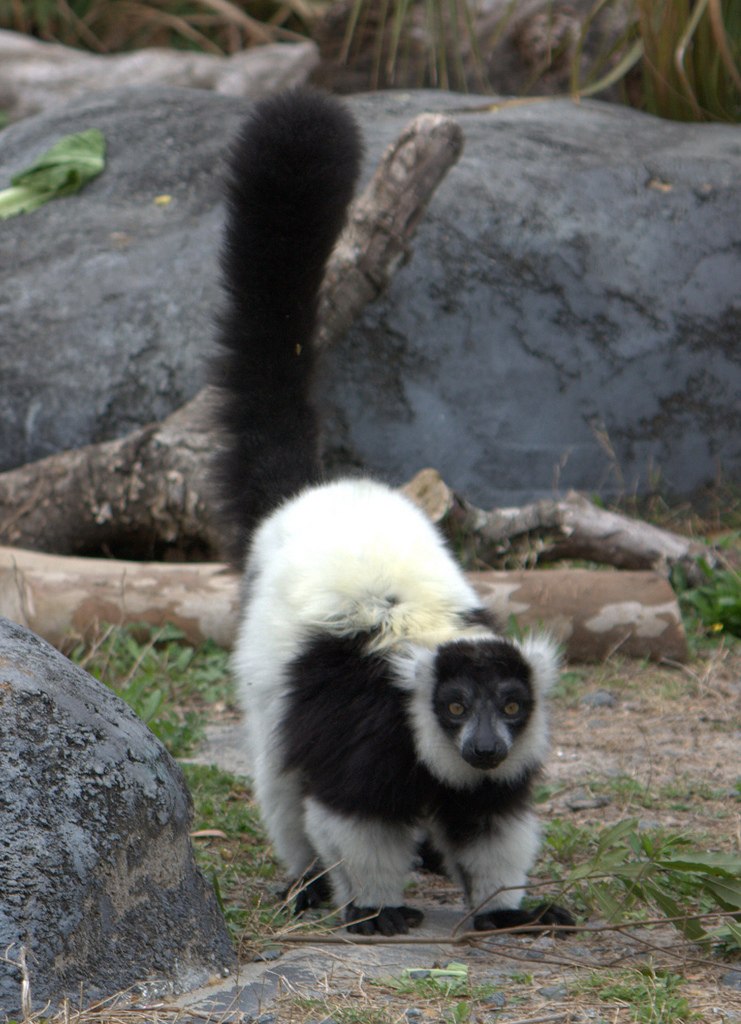
Schwarzweißer Vari (Varecia variegata)

Weitere Zoo-Bereiche betreffen die australische Fauna (Australian Adventure), einen Kinderzoo (Children's Play Park) sowie ein Schauaquarium (Stingray Bay), wo speziell mehrere Stechrochenarten (Dasyatidae) gezeigt werden.

## Arterhaltungsprogramme
Der Jacksonville Zoo and Gardens beteiligt sich an über 45 verschiedenen Arterhaltungsprogrammen für Tiere und Pflanzen weltweit (Stand 2022). Darunter befinden sich beispielsweise Projekte, die dem Schutz der Okapis, der Bonobos, der Seekühe, des Waldstorchs (Mycteria americana) oder der Tabascoschildkröte (Dermatemys mawii) dienen.